# Millettia fallax
Millettia fallax är en ärtväxtart som beskrevs av William Grant Craib. Millettia fallax ingår i släktet Millettia och familjen ärtväxter. Inga underarter finns listade i Catalogue of Life.